# Anglesqueville-la-Bras-Long
Anglesqueville-la-Bras-Long is een gemeente in het Franse departement Seine-Maritime (regio Normandië) en telt 118 inwoners (2009). De plaats maakt deel uit van het arrondissement Dieppe.

## Geografie
De oppervlakte van Anglesqueville-la-Bras-Long bedraagt 3,5 km², de bevolkingsdichtheid is dus 33,7 inwoners per km².
De onderstaande kaart toont de ligging van Anglesqueville-la-Bras-Long met de belangrijkste infrastructuur en aangrenzende gemeenten.

## Demografie
Onderstaande figuur toont het verloop van het inwonertal (bron: INSEE-tellingen).

1. ↑  Populations de référence 2022.